# 조화수
다음은 조화수(Harmonic number)에 대한 설명이다.
{\displaystyle H_{n}=1+{{1} \over {2}}+{{1} \over {3}}+\cdots +{{1} \over {n}}=\sum _{k=1}^{n}{{1} \over {k}}}

조화수 여기서 (빨간선) 점근선 한계, (파란선)에서 는 오일러-마스케로니 상수

조화 급수의 n항까지의 부분합을 조화수(harmonic number)라고 한다. 즉,
{\displaystyle H_{n}=\sum _{k=1}^{n}{{1} \over {k}}}
이 조화수는 n이 2 이상이면 정수가 될 수 없다.
발산속도는 다음과 같다.
{\displaystyle \sum _{n=1}^{k}\,{\frac {1}{n}}\;=\;\ln k+\gamma +O(1/k)}
여기서 {\displaystyle \gamma }는 오일러-마스케로니 상수를 의미한다.

## 조화수의 연산
{\displaystyle H_{n}=\sum _{k=1}^{n}{{1} \over {k}}}
{\displaystyle H_{n}={{1} \over {n}}+H_{n-1}}
{\displaystyle H_{n}^{'}=\sum _{k=1}^{n}{{-1^{(k+1)}} \over {k}}}
{\displaystyle H_{2n}^{'}=\sum _{k=1}^{2n}{{-1^{(k+1)}} \over {k}}}

## 같이 보기
- 조화 수열
- 킨친 상수

## 참고
- 매스월드